# Kala (film)
Kala je slovenski črno-beli dramski film iz leta 1958 v režiji Krešimirja Golika in Andreja Hienga. Posnet je po istoimenski povesti Ivana Ribiča, dogaja se med drugo svetovno vojno.

## Igralci
- Slavko Belak
- Stane Česnik
- Jure Doležal kot Andrej
- Maks Furijan
- Angelca Hlebce
- Janko Hočevar
- Janez Jerman
- Helena Kordaš kot Ana
- Marjan Kralj kot Ilegalec
- Sasa Miklavc
- Lojze Potokar kot Ded
- Slavko Švajger kot sosed Krel
- Stevo Žigon kot filozof